# Casa de locuit de pe str. Lenin, 9 (Tighina)
Casa de locuit de pe str. Lenin, 9 este o clădire amplasată pe str. Lenin, 9 în Tighina, Republica Moldova. Este un monument arhitectural de importanță națională inclus în Registrul monumentelor Republicii Moldova ocrotite de stat cu nr. 6 (municipiul Tighina). Datează de la sf. sec. XIX.